# 絕頂好腦細
《絕頂好腦細》（西班牙語：El buen patrón）是一套2021年的西班牙喜劇電影，由費南多·李昂·迪·阿拉諾執導和查維爾·巴頓主演。

## 演員
- 查維爾·巴頓 飾演白朗高[3][4]
- 奧斯卡·德拉·富恩特 飾演荷西

## 製作
絕頂好腦細由 Reposado PC, The Mediapro Studio 和 Básculas Blanco AIE 製作, 西班牙廣播電視公司, TV3 and Orange亦有參與其中。 拍攝於2020年10月在西班牙開始，並於2020年12月結束。 電影也於莫斯托莱斯和其他地方取景拍攝。

## 外部連結
- 互联网电影数据库（IMDb）上《絕頂好腦細》的资料（英文）
- 爛番茄上《絕頂好腦細》的資料（英文）
- 豆瓣电影上《絕頂好腦細》的資料 （简体中文）